# Mega (fildelningssajt)
Mega är en fildelningssajt som startades av Kim Dotcom i början av 2013.
När sajten slog upp i början av januari var tiotusen användare registrerade efter bara en timme i drift. Kim Dotcom själv menar att sajten är att se som en konkurrent till exempelvis Dropbox och Ubuntu One.
Likt många andra teknikjättar släpper även Mega regelbundna transperensrapporter. År 2019 konstaterade uppladdningstjänsten att de tagit emot 317.000 copyrightanslag under samma år. Vid samma tillfälle berättade Mega att de stängt av 78.000 användare för upphovsrättsrelaterade brott sedan starten år 2013.
Användarfiler kan raderas av administrationen när som helst utan möjlighet till återställning.